# ISPF
ISPF (Interactive System Productivity Facility) は、IBM のメインフレームコンピュータのオペレーティングシステムMVS、OS/390、z/OS環境で使われるツールセットの1つである。1980年代に市販された SPFPC (SPF/PC, SPF/SourceEdit) などのマイクロコンピュータ用エディタの元にもなった、スクリーンエディタを含むユーザインタフェースである。
ISPFは最初、 IBM 3270端末のインタフェースとして提供された。メニューとダイアログを持ち、TSOの下で動くツールであった。ISPF は、PDF (Product Development Facility) を通して、データセットを操作するのに用いられる（ISPF/PDFと称する）。
ISPF は拡張性があり、（業務）アプリケーションプログラムのインタフェースとしてもしばしば用いられる。多くのベンダーが、ISPFのインタフェースを使用してMVS向けのプロダクトを作った。